# Lauter (Itz)
Die Lauter (auch Lauterbach) ist ein rechter Zufluss der Itz in Coburg in Bayern.

## Geographie

### Verlauf
Die Lauter entsteht in der Gemeinde Lautertal im Ortsteil Tremersdorf durch den Zusammenfluss des rechten Rottenbachs und des nach sowohl Länge wie Teileinzugsgebiet etwas bedeutenderen linken Weihergrabens. Sie fließt in insgesamt etwa südlicher Richtung durch Neukirchen und Tiefenlauter nach Oberlauter. Dort wird sie von mehreren Karstquellen verstärkt, den Quelltöpfen der Lauter. Im weiteren Verlauf durchfließt die Lauter die Orte Unterlauter, Bertelsdorf und Neuses. Im Zentrum von Coburg mündet sie bei der Heilig-Kreuz-Kirche in die Itz.
Seit Ende 2012 leitet ein bei Oberlauter liegender Freispiegelstollen die Hochwassermengen der Lauter, die 4 m³/s überschreiten, in das Rückhaltebecken Goldbergsee im Laufe des großen Unterlauf-Zuflusses Sulzbach über.

### Zuflüsse
- Rottenbach  (!) (rechter Quellbach)
- Weihergraben (linker Quellbach)
- Weisbach (rechts)
- Ortelsgraben (rechts)
- Maasgraben (links)
- Flöchgraben (links)
- Beigraben (links); Teilungsarm durch Neuses
- Sulzbach (rechts), 10,7 km und 52,3 km²[3]
- Kürengrundbach (rechts)
- Rottenbach (!) (links)

### Quelltöpfe der Lauter

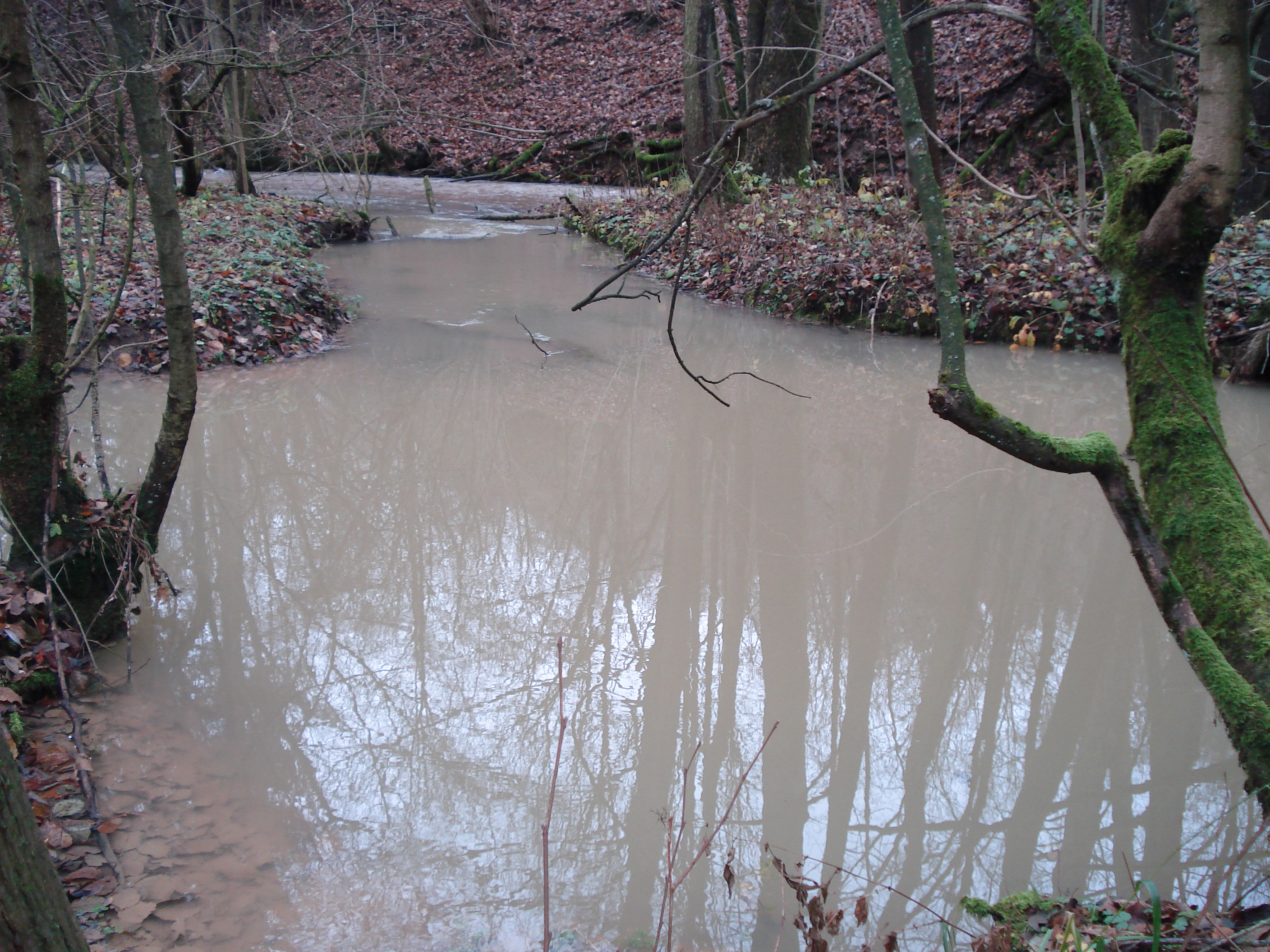
Ein Quelltopf der Lauter direkt am Flusslauf

Die Quelltöpfe der Lauter liegen zwischen Tiefenlauter und Oberlauter im Privatgelände einer ehemaligen Fischzuchtanlage ⊙. Sie werden als Zuleitung der Weiher genutzt. Die Karstquellen aus dem Mittleren Muschelkalk haben eine Tiefe bis zu zwei Metern und schütten durchschnittlich 420 Liter pro Sekunde aus. Nach Starkregenereignissen hat das Quellwasser eine bräunliche Färbung. Die Quelltöpfe sind vom Bayerischen Landesamt für Umwelt als Geotop 473Q001 ausgewiesen. Siehe hierzu auch die Liste der Geotope im Landkreis Coburg.